# Discografia de Arctic Monkeys
A discografia do Arctic Monkeys, uma banda britânica de indie rock, consiste de sete álbuns de estúdio, dois álbuns de vídeo, dois extended plays (EPs), vinte e três singles e vinte e quatro videoclipes.

## Álbuns de estúdio
| 2006                                                    | Whatever People Say I Am, That's What I'm Not - Lançamento: 23 de janeiro de 2006 - Gravadora: Domino - Formatos: CD, LP, download | 1 | 1 | 23 | 9 | 46 | 6 | 38 | 17 | 20 | 40 | 9  | 1 | 8 | 12 | 5 | 26 | 24 | - JAP: Ouro   |
| 2007                                                    | Favourite Worst Nightmare - Lançamento: 23 de abril de 2007 - Gravadora: Domino - Formatos: CD, LP, download                       | 1 | 2 | 6  | 3 | 4  | 1 | 2  | 6  | 2  | 14 | 4  | 1 | 1 | 2  | 4 | 6  | 7  | - JAP: Ouro   |
| 2009                                                    | Humbug - Lançamento: 24 de agosto de 2009 - Gravadora: Domino - Formatos: CD, LP, download                                         | 1 | 2 | 7  | 1 | 6  | 4 | 5  | 1  | 4  | 10 | 4  | 1 | 2 | 7  | 3 | 12 | 15 | - UK: Platina |
| 2011                                                    | Suck It and See - Lançamento: 6 de junho de 2011 - Gravadora: Domino - Formato: CD, LP, download                                   | 1 | 4 | 12 | 2 | 3  | 2 | 10 | 7  | 4  | 7  | 12 | 3 | 6 | 4  | 7 | 33 | 14 | - UK: Platina |
| 2013                                                    | AM - Lançamento: 9 de setembro de 2013 - Gravadora: Domino - Formatos: CD, LP, DI                                                  | 1 | 1 | 2  | 2 | 3  | 1 | 3  | 4  | 3  | 4  | 10 | 1 | 1 | 5  | 1 | 15 | 6  | - POR: Ouro   |
| 2018                                                    | Tranquility Base Hotel & Casino - Lançamento: 11 de maio de 2018 - Gravadora: Domino - Formatos: CD, LP, DI                        | 1 | 1 | 3  | 1 | 4  | 2 | 1  | 1  | 4  | 3  | 9  | 2 | 1 | 2  | 2 | 8  | 8  | - UK: Ouro    |
| 2022                                                    | The Car - Lançamento: 21 de outubro de 2022 - Gravadora: Domino - Formatos: CD, LP, DI                                             | 2 | 2 | 3  | 2 | 6  | 5 | 3  | 2  | 5  | 6  | 18 | 2 | 2 | 8  | 2 | 8  | 6  | - UK: Ouro    |
| "—" denota que não entrou na tabela musical deste país. | |   |   |    |   |    |   |    |    |    |    |    |   |   |    |   |    |    |               |

## Álbuns de video
| Ano  | Detalhes                                                                                             |
| ---- | --- |
| 2006 | Scummy Man - Lançamento: 2006 - Gravadora: Domino - Formatos: DVD                                    |
| 2008 | Arctic Monkeys at the Apollo - Lançamento: 3 de novembro de 2008 - Gravadora: Domino - Formatos: DVD |

## EPs
| 2005                                                    | Five Minutes with Arctic Monkeys - Lançamento: 30 de maio de 2005 - Gravadora: Bang Bang (BANGB #71) - Formatos: CD, LP | —  | — | —  | — | —  | —   | —  |
| 2006                                                    | Who the Fuck Are Arctic Monkeys? - Lançamento: 24 de abril de 2006 - Gravadora: Domino (RUG #226) - Formatos: CD, LP    | 37 | 2 | 79 | 5 | 52 | 137 | 58 |
| "—" denota que não entrou na tabela musical deste país. | |    |   |    |   |    |     |    |

## Singles
| Ano                                                     | Canção                                        | Melhor posição | Melhor posição | Melhor posição | Melhor posição | Melhor posição | Melhor posição | Melhor posição | Melhor posição | Melhor posição | Melhor posição | Melhor posição | Álbum                                         |
| Ano                                                     | Canção                                        | UK             | AUS            | JAP            | BEL (FL)       | DIN            | FRA            | ALE            | IRL            | ITA            | HOL            | EUA            | Álbum                                         |
| ------------------------------------------------------- | --------------------------------------------- | -------------- | -------------- | -------------- | -------------- | -------------- | -------------- | -------------- | -------------- | -------------- | -------------- | -------------- | --------------------------------------------- |
| 2005                                                    | "I Bet You Look Good on the Dancefloor"       | 1              | 18             | 61             | —              | 15             | 100            | —              | 12             | —              | 99             | 118            | Whatever People Say I Am, That's What I'm Not |
| 2006                                                    | "When the Sun Goes Down"                      | 1              | 26             | 52             | 62             | —              | —              | 89             | 11             | —              | 72             | —              | Whatever People Say I Am, That's What I'm Not |
| 2006                                                    | "Fake Tales of San Francisco"                 | —              | —              | —              | —              | —              | —              | —              | —              | —              | 31             | —              | Whatever People Say I Am, That's What I'm Not |
| 2006                                                    | "Leave Before the Lights Come On"             | 4              | 81             | 57             | —              | 11             | —              | —              | 16             | 44             | —              | —              | Non-album single                              |
| 2007                                                    | "Brianstorm"                                  | 2              | 67             | 24             | 59             | 4              | 44             | 64             | 7              | 28             | 36             | 114            | Favourite Worst Nightmare                     |
| 2007                                                    | "Fluorescent Adolescent"                      | 5              | —              | 61             | 57             | 9              | 88             | 86             | 12             | —              | —              | —              | Favourite Worst Nightmare                     |
| 2007                                                    | "Teddy Picker"                                | 20             | —              | 116            | 75             | —              | 99             | —              | 32             | 35             | 98             | —              | Favourite Worst Nightmare                     |
| 2009                                                    | "Crying Lightning"                            | 12             | 70             | 44             | 63             | —              | 23             | —              | —              | —              | —              | —              | Humbug                                        |
| 2009                                                    | "Cornerstone"                                 | 94             | 99             | —              | 68             | —              | 42             | —              | —              | —              | —              | —              | Humbug                                        |
| 2010                                                    | "My Propeller"                                | 90             | —              | —              | 57             | —              | 56             | —              | —              | —              | —              | —              | Humbug                                        |
| 2011                                                    | "Don't Sit Down 'Cause I've Moved Your Chair" | 28             | —              | —              | 50             | 6              | 76             | 89             | —              | —              | 55             | —              | Suck It and See                               |
| 2011                                                    | "The Hellcat Spangled Shalalala"              | 167            | —              | 52             | 65             | —              | —              | —              | —              | —              | —              | —              | Suck It and See                               |
| 2011                                                    | "Suck It and See"                             | 149            | —              | —              | 70             | —              | —              | —              | —              | —              | —              | —              | Suck It and See                               |
| 2012                                                    | "Black Treacle"                               | 173            | —              | —              | 75             | —              | —              | —              | —              | —              | —              | —              | Suck It and See                               |
| 2012                                                    | "R U Mine?"                                   | 23             | 94             | —              | 61             | —              | 147            | —              | 65             | —              | —              | —              | AM                                            |
| 2012                                                    | "Come Together"                               | 21             | —              | —              | —              | —              | —              | —              | —              | —              | —              | —              | Isles of Wonder                               |
| 2013                                                    | "Do I Wanna Know?"                            | 11             | 37             | 62             | 35             | —              | 45             | —              | 14             | —              | 62             | 70             | AM                                            |
| 2013                                                    | "Why'd You Only Call Me When You're High?"    | 8              | —              | —              | 31             | —              | 164            | —              | 33             | —              | —              | —              | AM                                            |
| 2013                                                    | "One for the Road"                            | 112            | —              | —              | 126            | —              | —              | —              | —              | —              | —              | —              | AM                                            |
| 2014                                                    | "Arabella"                                    | 70             | —              | —              | 57             | —              | —              | —              | —              | —              | —              | —              | AM                                            |
| 2014                                                    | "Snap Out of It"                              | 82             | —              | —              | 52             | —              | —              | —              | 68             | —              | —              | —              | AM                                            |
| 2018                                                    | "Four Out of Five"                            | 18             | 80             | —              | 45             | —              | —              | —              | 30             | —              | —              | —              | Tranquility Base Hotel & Casino               |
| 2018                                                    | "Tranquility Base Hotel & Casino"             | —              | —              | —              | —              | —              | —              | —              | —              | —              | —              | —              | Tranquility Base Hotel & Casino               |
| 2022                                                    | "There'd Better Be a Mirrorball"              | —              | —              | —              | —              | —              | —              | —              | —              | —              | —              | —              | The Car                                       |
| 2022                                                    | "Body Paint"                                  | —              | —              | —              | —              | —              | —              | —              | —              | —              | —              | —              | The Car                                       |
| 2022                                                    | "I Ain't Quite Where I Think I Am"            | —              | —              | —              | —              | —              | —              | —              | —              | —              | —              | —              | The Car                                       |
| "—" denota que não entrou na tabela musical deste país. |                                               |                |                |                |                |                |                |                |                |                |                |                |                                               |

### Outras canções
| 2006                                                    | "The View from the Afternoon"                    | 74  | —  | Who the Fuck Are Arctic Monkeys?           |
| 2007                                                    | "If You Found This It's Probably Too Late"       | 124 | —  | "Brianstorm"                               |
| 2007                                                    | "Temptation Greets You Like Your Naughty Friend" | 77  | —  | "Brianstorm"                               |
| 2007                                                    | "What If You Were Right the First Time?"         | 114 | —  | "Brianstorm"                               |
| 2007                                                    | "D Is for Dangerous"                             | 116 | —  | Favourite Worst Nightmare                  |
| 2007                                                    | "Balaclava"                                      | 104 | —  | Favourite Worst Nightmare                  |
| 2007                                                    | "Only Ones Who Know"                             | 130 | —  | Favourite Worst Nightmare                  |
| 2007                                                    | "Do Me a Favour"                                 | 127 | —  | Favourite Worst Nightmare                  |
| 2007                                                    | "This House Is a Circus"                         | 132 | —  | Favourite Worst Nightmare                  |
| 2007                                                    | "If You Were There, Beware"                      | 189 | —  | Favourite Worst Nightmare                  |
| 2007                                                    | "The Bad Thing"                                  | 140 | —  | Favourite Worst Nightmare                  |
| 2007                                                    | "Old Yellow Bricks"                              | 122 | —  | Favourite Worst Nightmare                  |
| 2007                                                    | "505"                                            | 74  | 64 | Favourite Worst Nightmare                  |
| 2007                                                    | "The Bakery"                                     | 161 | —  | "Fluorescent Adolescent"                   |
| 2007                                                    | "Plastic Tramp"                                  | 153 | —  | "Fluorescent Adolescent"                   |
| 2007                                                    | "Too Much to Ask"                                | 178 | —  | "Fluorescent Adolescent"                   |
| 2009                                                    | "Sketchead"                                      | 80  | —  | "Cornerstone"                              |
| 2011                                                    | "Evil Twin"                                      | 114 | —  | "Suck It and See"                          |
| 2012                                                    | "Electricity"                                    | 128 | —  | "R U Mine?"                                |
| 2013                                                    | "Stop the World I Wanna Get Off with You"        | 74  | —  | "Why'd You Only Call Me When You're High?" |
| 2018                                                    | "Star Treatment"                                 | 23  | —  | Tranquility Base Hotel & Casino            |
| 2018                                                    | "One Point Perspective"                          | 26  | —  | Tranquility Base Hotel & Casino            |
| "—" denota que não entrou na tabela musical deste país. |                                                  |     |    |                                            |

## Videoclipes
| Ano  | Canção                                        | Diretor(es)                    |
| ---- | --------------------------------------------- | ------------------------------ |
| 2005 | "Fake Tales of San Francisco"                 | Chris Commons & Mark Bull      |
| 2005 | "I Bet You Look Good on the Dancefloor"       | Huse Monfaradi                 |
| 2006 | "When the Sun Goes Down"                      | Paul Fraser                    |
| 2006 | "The View from the Afternoon"                 | W.I.Z.                         |
| 2006 | "Leave Before the Lights Come On"             | John Hardwick                  |
| 2007 | "Brianstorm"                                  | Huse Monfaradi                 |
| 2007 | "Fluorescent Adolescent"                      | Richard Ayoade                 |
| 2007 | "Teddy Picker"                                | Roman Coppola                  |
| 2009 | "Crying Lightning"                            | Richard Ayoade                 |
| 2009 | "Cornerstone"                                 | Richard Ayoade                 |
| 2010 | "My Propeller"                                | Will Lovelace & Dylan Southern |
| 2011 | "Brick by Brick"                              | Focus Creeps                   |
| 2011 | "Don't Sit Down 'Cause I've Moved Your Chair" | Focus Creeps                   |
| 2011 | "The Hellcat Spangled Shalalala"              | Focus Creeps                   |
| 2011 | "Suck It and See"                             | Focus Creeps                   |
| 2011 | "Evil Twin"                                   | Focus Creeps                   |
| 2012 | "Black Treacle"                               | Focus Creeps                   |
| 2012 | "You and I"                                   | Focus Creeps                   |
| 2012 | "R U Mine?"                                   | Focus Creeps                   |
| 2013 | "Do I Wanna Know?"                            | David Wilson                   |
| 2013 | "Why'd You Only Call Me When You're High?"    | Nabil Elderkin                 |
| 2013 | "One for the Road"                            | Focus Creeps                   |
| 2014 | "Arabella"                                    | Jake Nava                      |
| 2014 | "Snap Out of It"                              | Focus Creeps                   |
| 2018 | "Four Out of Five"                            | Focus Creeps                   |
| 2018 | "Tranquility Base Hotel & Casino"             | Focus Creeps                   |